# Clan Ogilvy
Ogilvy (auch Ogilvie) ist der Name eines schottischen Clans in den schottischen Highlands. Die Ogilvys sind eine der angesehensten Familien in Schottland.

## Geschichte

### Ursprünge des Clans

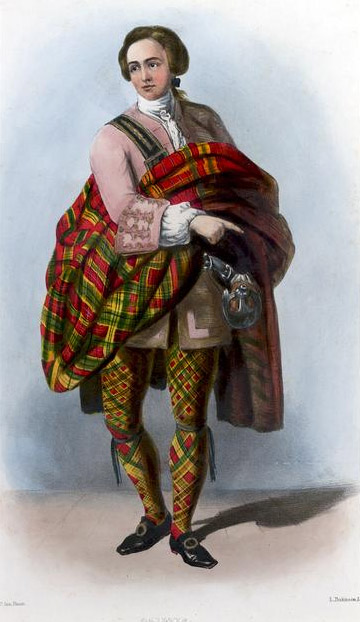
Schottische Kleidung der Familie „Ogilvie“. Illustration von R. R. McIan, aus James Logans The Clans of the Scottish Highlands, veröffentlicht 1845.

Der Name Ogilvy kommt von einem Ort in der Nähe von Glamis, der um 1205 erstmals urkundlich als Ogilvin bezeichnet wurde. Dieser wiederum leitet sich von einer frühen Form der walisischen Wörter uchel (engl.: „high“) und entweder ma („plain“, „place“) oder ban („hill“), ab.
Patrick de Ogilvy erscheint auf der Ragman Roll, in der er 1296 König Edward I. von England die Treue schwört.

### Schottische Unabhängigkeitskriege
Während der Schottischen Unabhängigkeitskriege unterstützten Patrick’s Söhne allerdings König Robert I. von Schottland. Die Ländereien der Familie befinden sich in Angus, wo sie im 14. und 15. Jahrhundert erbliche Sheriffs waren.

### Anglo-Schottische Kriege
Während der Anglo-Schottischen Kriege gegen England im 16. Jahrhundert kämpfte der Clan Ogilvy in der Schlacht bei Pinkie Cleugh, wo 1547 der viert-älteste Sohn (James) des Chiefs fiel.

### Der Clan heute
Der aktuelle Chief des Clans ist David Ogilvy, 13. Earl of Airlie, welcher Lord Chamberlain of the Household der Queen war. Die Verbindung zum britischen Königshaus wurde gestärkt, als Angus Ogilvy (der Bruder des Chiefs) Prinzessin Alexandra of Kent heiratete.
Die Familie Ogilvy ist heute auf der ganzen Welt verstreut, so findet man z. B. Angehörige in Australien, Norwegen, den Vereinigten Staaten und Neuseeland.

## Österreichische Linie
Während des Dreißigjährigen Krieges kam einige Angehörige der Familie Ogilvy nach Deutschland. So kam auch Georg Ogilvy in kaiserliche Dienst. Er verteidigte 1645 als Oberstleutnant den Brünner Spielberg gegen die Schweden unter Torstensson. Nach seinem Erfolg wurde er Kommandant der Festung, was er bis zu seinem Tod blieb. Dessen Sohn Georg Benedict († 1710) wurde k. k. Kämmerer und Generalmajor, als 1698 der Zar Wien besucht holte er den Grafen in seine Dienste, wo er nach dem Tod von Le Fort zum General-Feldmarschall aufstieg. Als solcher eroberte er 1704 Narwa und Iwangorod. 1705 wechselte er aber in sächsische Dienste und starb 1710 in Danzig. Georg Benedict kaufte die Herrschaft Zahorzan und wurde Reichsgraf.
Der Sohn von Georg Benedikt war Hermann Carl (* 31. Dezember 1679; † Januar 1751). Auch dieser trat in kaiserlich österreichische Dienste und kämpfte als Oberst des Regiments Bonneval in den Feldzügen von 1716 und 1717. Er wurde Kommandant von Prag und stieg 1745 zum Feldmarschall auf. Dessen Sohn Graf Karl Joseph wurde k. k. Kämmerer und starb schon im Jahre 1755 als der letzte männliche Spross dieser Linie.

## Schlösser
- Auchindoun Castle wurde 1489 von den Ogilvys erworben.
- Airlie Castle bei Airlie in Angus war der Sitz Earls of Airlie.[5][6]
- Cortachy Castle[7][8]
- Banff Castle
- Inchdrewer Castle
- Forglen House

## Adelstitel
Mitglieder des Clan Ogilvy führten bzw. führen folgende Adelstitel:
Peerage of Scotland
- Earl of Findlater, Lord Deskford (1638)
- Earl of Airlie, Lord Ogilvy of Alith and Lintrathen (1639)
- Earl of Seafield, Viscount of Reidhaven, Lord Ogilvy of Deskford and Cullen (1701)
- Viscount of Seafield, Lord Ogilvy of Cullen (1698)
- Lord Ogilvy of Airlie (1491)
- Lord Ogilvy of Deskford (1616)
- Lord Banff (1642)

Peerage of the United Kingdom
- Baron Strathspey (1858)
- Baron Strathspey (1884)

Baronetage of Nova Scotia
- Ogilvie Baronet, of Carnoustie (1626)
- Ogilvy Baronet, of Inverquharity (1626)
- Ogilvy Baronet, of Forglen (1627)
- Ogilvie Baronet, of Barras (1662)
- Ogilvy Baronet, of Forglen (1701)

Baronetage of the United Kingdom
- Ogilvy-Wedderburn Baronet, of Baltindean (1803)

## Wappen der Clanzweige von Ogilvy

Earl of Airlie
Earl of Findlater
Earl of Seafield